# 마쓰사카성

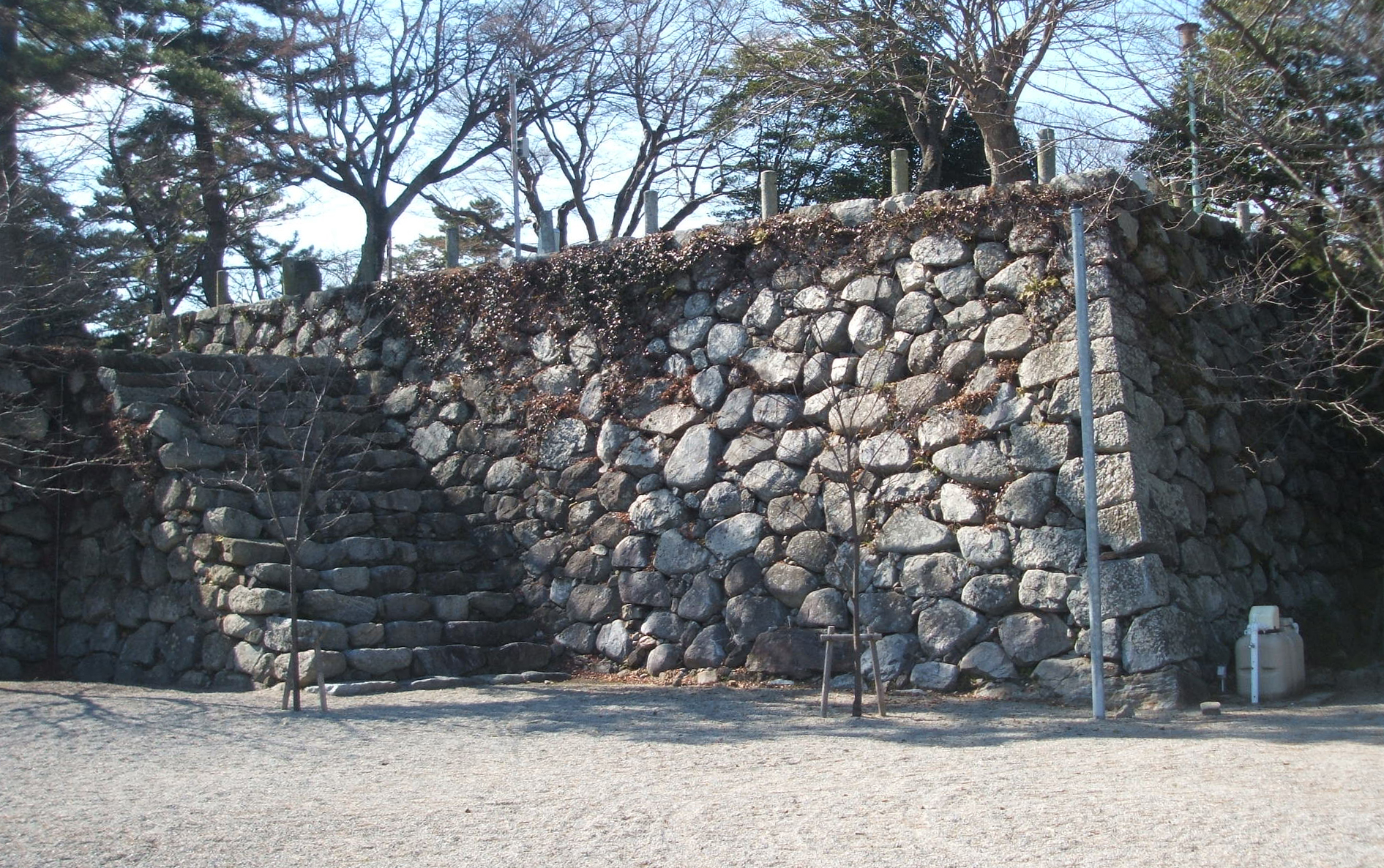
마쓰사카성

마쓰사카성(松坂城 마쓰사카조[*])은 일본 미에현 마쓰사카시 도노마치에 있던 성이다. 현재는 마쓰사카 성터로서 국가 사적으로 지정되어 있다.